# Szabolcs Szabó (geograf)
Szabolcs Szabó, maďarsky Szabó Szabolcs, (* 11. únor 1979, Gyula) je maďarský geograf a levicový politik, od 6. května 2014 poslanec Zemského sněmu zvolený za hnutí Společně 2014 v parlamentním jednomandátovém volební obvodu Budapest 17. OEVK se sídlem ve XXI. obvodu Csepel.

## Biografie
Narodil se roku 1979 ve městě Gyula v župě Békés v tehdejší Maďarské lidové republice. Odmaturoval na Střední odborné škole ekonomické a zahraničního obchodu Istvána Széchenyiho (Széchenyi István Közgazdaságtani és Külkereskedelmi Szakközépiskola) ve městě Békéscsaba. Roku 2002 získal diplom v oboru geografie na Univerzitě Loránda Eötvöse v Budapešti.

### Politická kariéra
V parlamentních volbách 2014 byl zvolen poslancem Zemského sněmu v jednomandátovém volebním obvodu Budapest 17. OEVK (XXI. obvod Csepel), jako kandidát hnutí Společně 2014, které tehdy kandidovalo v rámci široké levicové koalice Összefogás. V parlamentu se nestal členem žádné parlamentní frakce a fungoval jako nezávislý poslanec.
V parlamentních volbách 2018 byl podruhé zvolen poslancem v jednomandátovém volebním obvodu Budapest 17. OEVK (XXI. obvod Csepel). Jednalo se tehdy o jediný volební úspěch hnutí Společně 2014 (Együtt – a Korszakváltók Pártja). V parlamentu se stal členem parlamentní frakce zeleného hnutí Politika může být jiná (LMP).

## Soukromý život
Hovoří plynně anglicky, maďarsky a německy.
Od roku 2003 žije v budapešťském XXI. obvodu na ostrově Csepel.